# Wieke Paulusma
Wieke Paulusma (Emmen, 5 december 1978) is een Nederlands politica namens D66. Sinds 15 april 2021 is zij Tweede Kamerlid. Ook was ze van 2014 tot 2021 gemeenteraadslid van Groningen.

## Jeugd en loopbaan
Paulusma werd in 1978 in de Drentse stad Emmen geboren en groeide op in het nabijgelegen Odoorn. Haar ouders waren leraren en voedden haar in het Fries op. Paulusma heeft twee jongere broers. Ze volgde het atheneum aan het Hondsrug College in Emmen en studeerde vervolgens verpleegkunde aan de Academie voor Verpleegkunde van de Hanzehogeschool Groningen. Ook volgde ze een opleiding tot verpleegkundig specialist aan de Hogeschool Utrecht.
Ze begon haar carrière als wijkverpleegkundige in de thuiszorg tussen 2003 en 2007. Daarna was Paulusma partner van een multimediabedrijf en senior accountmanager bij een marketingconsultancybureau. Ze keerde in 2011 terug in de zorg als leidinggevende in de thuiszorg en was van 2013 tot 2016 manager bij het Universitair Medisch Centrum Groningen (UMCG). Paulusma was vervolgens één jaar manager en projectleider bij de Treant Zorggroep voordat ze weer als wijkverpleegkundige in de thuiszorg ging werken. Tussen 2019 en het begin van haar Kamerlidmaatschap in 2021 was ze programmamanager bij het Ommelander Ziekenhuis Groningen (OZG) en het UMCG.
Naast haar baan is Paulusma sinds 2019 voorzitter van het bestuur van het Internationale Filmfestival Assen (IFA) en van 2018 tot januari 2022 was zij secretaris van het driekoppige bestuur van Stichting Lutje Geluk, dat uitstapjes mogelijk maakt voor gezinnen in armoede.

## Politiek

### Lokaal
Paulusma werd geïnspireerd om politiek actief te worden door Els Borst, partijleider van D66 en minister van Volksgezondheid, Welzijn en Sport, en ze werd lid van de partij in 2012. Paulusma werd bij de gemeenteraadsverkiezingen van 2014 tot raadslid gekozen, toen ze als achtste op de kandidatenlijst stond. Ze had besloten om de gemeentepolitiek in te gaan omdat gemeenten meer verantwoordelijkheden op het gebied van gezondheidszorg kregen en ze het daarom nodig vond dat er mensen met ervaring in de zorg in de gemeenteraad zouden zitten. Paulusma was een van de organisatoren van een G1000-top, die in juni 2015 in Groningen werd gehouden. De conferentie over de toekomst van de stad werd door ruim 500 stadsbewoners bijgewoond, die via een loterij waren gekozen, en was naar voorbeeld van andere G1000-en in België en Nederland. Paulusma was ook een van de initiatiefnemers van een coöperatieve wijkraad in haar thuiswijk, de Oosterparkwijk. Ze was geïnspireerd door een soortgelijke raad in de Londense borough Lambeth. In de gemeenteraad stelde ze voor om dossiers over burgers voor hen online toegankelijk te maken. Daarnaast pleitte ze voor het verbieden van roken op plekken als speeltuinen en schoolpleinen.
Paulusma werd herkozen in november 2018 als de tweede kandidaat van D66. Haar nieuwe portefeuille omvatte zorg, welzijn, lokale democratie, openbare orde en diversiteit. Ze had geholpen bij de organisatie van de campagne Raad zoekt Vrouw om meer vrouwen verkozen te krijgen in de Groningse gemeenteraad, waarvoor ze in 2017 van haar partij de Els Borst Netwerk Inspiratieprijs ontving. Paulusma won eveneens de Europese Innovation in Politics Award in de categorie democratie in 2019 voor haar inspanningen voor de coöperatieve wijkraad. Ze verliet de gemeenteraad op 28 april 2021 vanwege haar verkiezing tot Kamerlid.
In haar tijd als gemeenteraadslid was Paulusma voorzitter van de thema-afdeling Zorg en Welzijn van D66, bestuurslid van de Vereniging van Nederlandse Gemeenten (VNG; 2016-2021) en bestuurslid van het Els Borst Netwerk, dat gendergelijkheid binnen D66 promoot.

### Tweede Kamer
Ze stond op een vijftiende plaats op de kandidatenlijst van D66 voor de Tweede Kamerverkiezingen 2021 en werd verkozen met 14.933 voorkeurstemmen. Paulusma testte positief voor het coronavirus op 30 maart, waardoor ze de installatie van de nieuwe Tweede Kamer de volgende dag miste. Uiteindelijk werd Paulusma op 15 april beëdigd. Paulusma kreeg de portefeuille curatieve zorg, ggz, beschermd wonen, mantelzorg/vrijwilligers, geneesmiddelen en oorlogsgetroffenen en is lid van de vaste commissies voor Volksgezondheid, Welzijn en Sport en voor Koninkrijksrelaties (voorzitter).
Ze vroeg aandacht voor long covid, waarvan ze last had als gevolg van haar besmetting met het coronavirus, en bood een actieplan aan aan minister voor Medische Zorg Tamara van Ark. Na de installatie van het kabinet-Rutte IV veranderde Paulusma's portefeuille in corona, curatieve zorg en geneesmiddelen. Ze verdedigde het standpunt van haar partij om in de aanpak van de coronapandemie de optie van een 2G-beleid open te houden, waarbij bepaalde locaties alleen toegankelijk zijn voor mensen die gevaccineerd of van de ziekte hersteld zijn. Paulusma deed haar beklag over de haat, het seksisme en de beschuldigingen die ze ervoer sinds dat ze woordvoerder corona was geworden. Enkele maanden later werd een man tot één maand cel veroordeeld voor het bedreigen van Paulusma, een waarnemend burgemeester en twee politieagenten. Toen de zorgminister overwoog om twee van de vier locaties voor kinderhartchirurgie in Nederland te sluiten om die zorg te centraliseren, diende Paulusma in februari 2022 een motie in om af te dwingen dat regionale spreiding in het onderzoek zou worden meegenomen. Een meerderheid in de Tweede Kamer steunde haar motie. Een andere motie van Paulusma werd aangenomen om gratis zelftesten naar vrouwen te sturen voor het humaan papillomavirus (HPV), een veroorzaker van baarmoederhalskanker. Dit was als reactie op de teruglopende opkomst bij bevolkingsonderzoeken. De zelftesten waren voorheen alleen op aanvraag beschikbaar.
Ze was een van de lijstduwers van D66 in Groningen bij de gemeenteraadsverkiezingen in 2022. Paulusma stond op de zevende plek van de kandidatenlijst van D66 voor de voor de Tweede Kamerverkiezingen van 2023, waarmee ze werd herkozen.

## Persoonlijk
Paulusma heeft een man en ze hebben een zoon en een dochter.